# Serbosoma lazarevensis
Serbosoma lazarevensis är en mångfotingart som först beskrevs av Ceuca 1964.  Serbosoma lazarevensis ingår i släktet Serbosoma och familjen Anthroleucosomatidae. Inga underarter finns listade i Catalogue of Life.